# 孙英熙
孙英熙（1993年4月24日—），韩国女子举重运动员，2018年亚洲运动会女子75公斤以上级银牌得主、2020年亚洲举重锦标赛女子87公斤以上级银牌得主、2021年世界举重锦标赛女子87公斤以上级金牌得主。